# Sam Goudeket
Samuel (Sam, ook wel Sal) Goudeket (Amsterdam, 15 september 1886 – Bussum, 24 februari 1979) was een Joods-Nederlands vakbondsman.
Goudeket was tot 1916 betrokken bij de Algemeene Nederlandsche Bond van Handels- en Kantoorbedienden waarvan hij bestuurslid was. Ook was hij actief binnen de SDAP.
Goudeket was getrouwd met de auteur Marianne Philips. In de Tweede Wereldoorlog moesten hij en zijn vrouw onderduiken, omdat ze van Joodse afkomst waren en een oproep hadden gekregen om zich te melden bij het concentratiekamp Vught. Ze vluchtten naar Amsterdam waar ze tot het eind van de oorlog ondergedoken zaten.
Na het overlijden van zijn vrouw stelde Goudeket een literaire prijs in, die haar naam droeg. Deze Marianne Philipsprijs werd van 1951 tot en met 1975 jaarlijks uitgereikt. Voor bekroning kwamen auteurs in aanmerking vanaf vijftig jaar die nog steeds creatief waren, maar wier werk enigszins op de achtergrond was geraakt of dreigde te raken.
Met Marianne Philips, met wie hij in Amsterdam op 1 mei 1911 was getrouwd, kreeg Goudeket drie kinderen. Hij is een grootvader van Tweede Kamerlid en museumconservator Judith Belinfante en de musicus Joost Belinfante.
Het archief van Goudeket is te raadplegen bij het Internationaal Instituut voor Sociale Geschiedenis (IISG) te Amsterdam.